# Вулиця Костенка (Мелітополь)
Ву́лиця Косте́нка — вулиця у Мелітополі. Починається біля Молочної річки, йде на захід і закінчується, поєднуючись з вулицею Героїв України.

## Назва
Вулиця названа на честь Олександра Авксентійовича Костенка — мелітопольського підпільника часів Німецько-радянської війни.

## Історія
Вулиця згадується 1939 року як початок вулиці Кірова (теперішньої вулиці Героїв України) і провулок Кірова (або 1-й провулок Кірова). 
15 квітня 1965 року початок вулиці Кірова від вулиці Карла Лібкнехта (тепер вулиця Олександра Невського) до начало Акімовської вулиці (тепер проспект Богдана Хмельницького) перейменовано на вулицю Костенка, а початок вулиці Кірова визначений від вулиці Леніна (тепер Гетьманська).